# Phyllomys mantiqueirensis
Phyllomys mantiqueirensis is een stekelrat die voorkomt in de Serra de Mantiqueira in Minas Gerais (Brazilië) en die in 2003 beschreven is. De positie van deze soort binnen het geslacht Phyllomys is vrij onduidelijk; mogelijk is het de zustergroep van alle andere soorten. Er is slechts één exemplaar bekend, dat op 1850 m hoogte (de grootste hoogte van alle Phyllomys-soorten) in een koel, nat bergbos is gevangen. Daar kwamen ook Akodon serrensis, Thaptomys nigrita en Delomys dorsalis voor.
Het is kleine Phyllomys-soort met een zachte vacht, een staartlengte van 216 mm, een kop-romplengte van 217 mm, een achtervoetlengte van 41 mm, een oorlengte van 18 mm en een gewicht van 207 gram. De vacht van deze soort is bruingrijs en niet erg stekelig. De staart is wat donkerder en bedekt met lange haren, die naar de punt toe steeds langer worden en daar een 30 mm lange "borstel" vormen.